# Prunus subcorymbosa
Prunus subcorymbosa là loài thực vật có hoa trong họ Hoa hồng. Loài này được Ruiz ex Koehne miêu tả khoa học đầu tiên năm 1915.